# 桥上村站
桥上村站为衢九铁路的一个越行站，在江西省上饶市婺源县境内，2017年12月28日投入使用。